# Meaux
Meaux település Franciaországban, Seine-et-Marne megyében. Lakosainak száma 56 659 fő (2022. január 1.). Meaux Nanteuil-lès-Meaux, Chauconin-Neufmontiers, Poincy, Trilport, Villenoy, Chambry, Crégy-lès-Meaux, Fublaines és Mareuil-lès-Meaux községekkel határos.

## Népesség
A település népességének változása:
| Lakosok száma | 53 766 | 53 720 | 56 249 | 54 991 | 55 416 | 55 750 | 55 709 | 55 616 | 56 659 |
|               | 2013   | 2015   | 2016   | 2017   | 2018   | 2019   | 2020   | 2021   | 2022   |